# Hugo Ståhle
Hugo Staél Ståhle, född 7 juni 1921 i Bräkne-Hoby församling, Blekinge län, död 29 januari 2015, var en svensk målare, tecknare och grafiker.
Han var son till sjömannen Gustav Hugo Ståhle och Anna Svensson och från 1944 gift med Britt Iva Alice Augustsson. Ståhle var som konstnär autodidakt och var redan från början inriktad i ett abstrakt måleri där han arbetade med förenklade kompositioner med vardagsnära föremål som båtar, magasinsbyggnader och bruksföremål. Han medverkade några gånger i utställningen Kulla konst på 1950-talet och samlingsutställningar arrangerade av Helsingborgs konstförening och Kristianstads konstförening samt i grupputställningen Grupp 58. Separat ställde han ut på Galerie Moderne i Malmö. Ståhle är representerad vid Regionmuseet Kristianstad.